# Ребрикове (зупинний пункт)
Ре́брикове — пасажирська зупинна залізнична платформа Донецької дирекції Донецької залізниці. Розташована в селі Петрівське, Старобешівський район, Донецької області на лінії Кутейникове — Каракуба між станціями Войкове (6 км) та Каракуба (3 км).
Через військову агресію Росії на сході України транспортне сполучення припинене, хоча до того ходив електропоїзд в усі дні, окрім понеділка, № 62521/62522.